# Sportlövészet a 2010. évi nyári ifjúsági olimpiai játékokon
A 2010. évi nyári ifjúsági olimpiai játékokon a sportlövészet versenyeinek Szingapúrban a Singapore Sports School adott otthont augusztus 22. és 25. között. A fiúknál és a lányoknál is 2–2 fegyvernemben avattak ifjúsági olimpiai bajnokot.

## Éremtáblázat
| A 2010. évi nyári ifjúsági olimpiai játékok éremtáblázata sportlövészetben | A 2010. évi nyári ifjúsági olimpiai játékok éremtáblázata sportlövészetben | A 2010. évi nyári ifjúsági olimpiai játékok éremtáblázata sportlövészetben | A 2010. évi nyári ifjúsági olimpiai játékok éremtáblázata sportlövészetben | A 2010. évi nyári ifjúsági olimpiai játékok éremtáblázata sportlövészetben | Olimpia  |
| -------------------------------------------------------------------------- | -------------------------------------------------------------------------- | -------------------------------------------------------------------------- | -------------------------------------------------------------------------- | -------------------------------------------------------------------------- | -------- |
|                                                                            | Ország                                                                     | Arany                                                                      | Ezüst                                                                      | Bronz                                                                      | Összesen |
| 1.                                                                         | Dél-Korea (KOR)                                                            | 2                                                                          | 0                                                                          | 1                                                                          | 3        |
| 2.                                                                         | Kína (CHN)                                                                 | 1                                                                          | 1                                                                          | 0                                                                          | 2        |
| 3.                                                                         | Ukrajna (UKR)                                                              | 1                                                                          | 0                                                                          | 1                                                                          | 2        |
|                                                                            |                                                                            |                                                                            |                                                                            |                                                                            |          |
| 4.                                                                         | Brazília (BRA)                                                             | 0                                                                          | 1                                                                          | 0                                                                          | 1        |
| 4.                                                                         | Csehország (CZE)                                                           | 0                                                                          | 1                                                                          | 0                                                                          | 1        |
| 4.                                                                         | Fehéroroszország (BLR)                                                     | 0                                                                          | 1                                                                          | 0                                                                          | 1        |
|                                                                            |                                                                            |                                                                            |                                                                            |                                                                            |          |
| 7.                                                                         | Guatemala (GUA)                                                            | 0                                                                          | 0                                                                          | 1                                                                          | 1        |
| 7.                                                                         | Svájc (SUI)                                                                | 0                                                                          | 0                                                                          | 1                                                                          | 1        |
|                                                                            |                                                                            |                                                                            |                                                                            |                                                                            |          |
| Összesen                                                                   | Összesen                                                                   | 4                                                                          | 4                                                                          | 4                                                                          | 12       |

## Érmesek

### Fiú
| Versenyszám                                     | Arany                           | Arany | Ezüst                                    | Ezüst | Bronz                         | Bronz |
| ----------------------------------------------- | ------------------------------- | ----- | ---------------------------------------- | ----- | ----------------------------- | ----- |
| 10 m-es légpuska Döntő: augusztus 22., 12:00    | Ting Jie Gao · Kína (CHN)       | 694,9 | Iilia Charheika · Fehéroroszország (BLR) | 694,1 | Serhiy Kulish · Ukrajna (UKR) | 692,8 |
| 10 m-es légpisztoly Döntő: augusztus 24., 12:00 | Denys Kushnirov · Ukrajna (UKR) | 676,3 | Felipe Almeida Wu · Brazília (BRA)       | 676,0 | Daehan Choi · Dél-Korea (KOR) | 671,6 |

### Lány
| Versenyszám                                     | Arany                         | Arany | Ezüst                                 | Ezüst            | Bronz                                      | Bronz            |
| ----------------------------------------------- | ----------------------------- | ----- | ------------------------------------- | ---------------- | ------------------------------------------ | ---------------- |
| 10 m-es légpuska Döntő: augusztus 25., 11:30    | Dowon Go · Dél-Korea (KOR)    | 500,1 | Gabriela Vognarova · Csehország (CZE) | 498,6            | Jasmin Mischler · Svájc (SUI)              | 498,1            |
| 10 m-es légpisztoly Döntő: augusztus 23., 11:30 | Jang Mi Kim · Dél-Korea (KOR) | 492,2 | Xue Fang · Kína (CHN)                 | 471,5 s-off:10,8 | Geraldine Kate Solorzano · Guatemala (GUA) | 471,5 s-off:10,1 |